# Borja Marchante
Borja Marchante Cañizares (Las Mesas, 24 de agosto de 2001) es un futbolista español que juega como defensa en el Atlético Albacete de la Tercera Federación.

## Trayectoria
Nacido en Las Mesas, se une al fútbol base del Albacete Balompié en 2018 procedente del C. D. Pedroñeras, debutando con el filial el 7 de septiembre de 2019 al entrar como suplente en la segunda mitad de una derrota por 1-3 frente al C. D. Guadalajara en la Tercera División. Logra debutar con el primer equipo el 12 de noviembre de 2022 al partir como titular en una victoria por 0-3 frente al CD Huétor Tájar en la Copa del Rey.

## Clubes
Actualizado al último partido disputado el 22 de enero de 2023.
| Club              | País   | Año       | Partidos | Goles |
| ----------------- | ------ | --------- | -------- | ----- |
| Atlético Albacete | España | 2019-act. | 65       | 4     |
| Albacete Balompié | España | 2022-act. | 1        | 0     |